# Kefiah

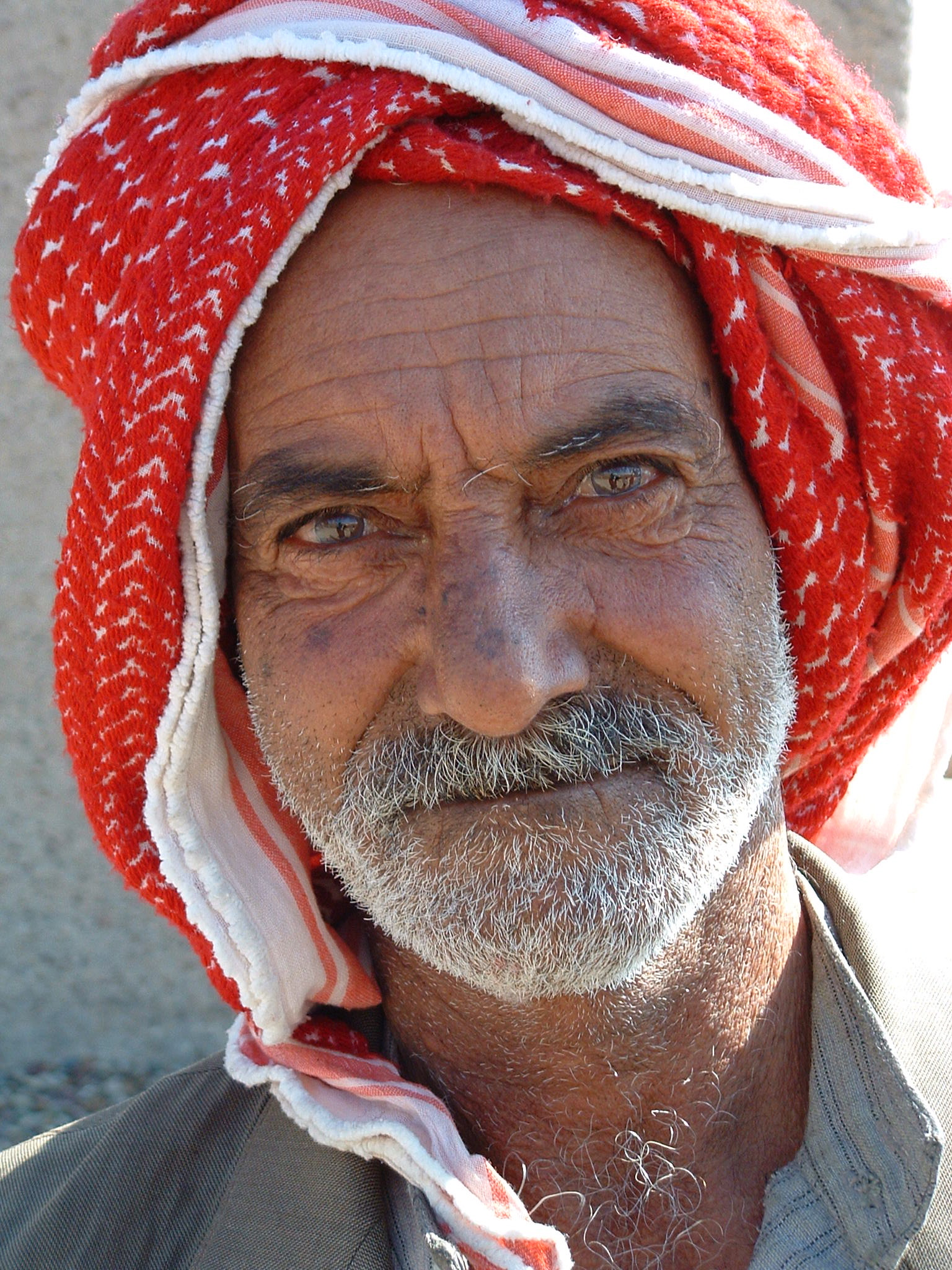
Un uomo iracheno con una kefiah rossa

La kefiah, kefiyah (AFI: /keˈfi.a/), keffiyah, kaffiyeh o keffiyeh (in arabo كوفية‎?, kūfiyya), è un copricapo tradizionale della cultura araba e mediorientale, diffuso soprattutto in ambienti agricoli. In uso anche in Kurdistan, dove è conosciuto col nome di pushi o poshu.

## Etimologia

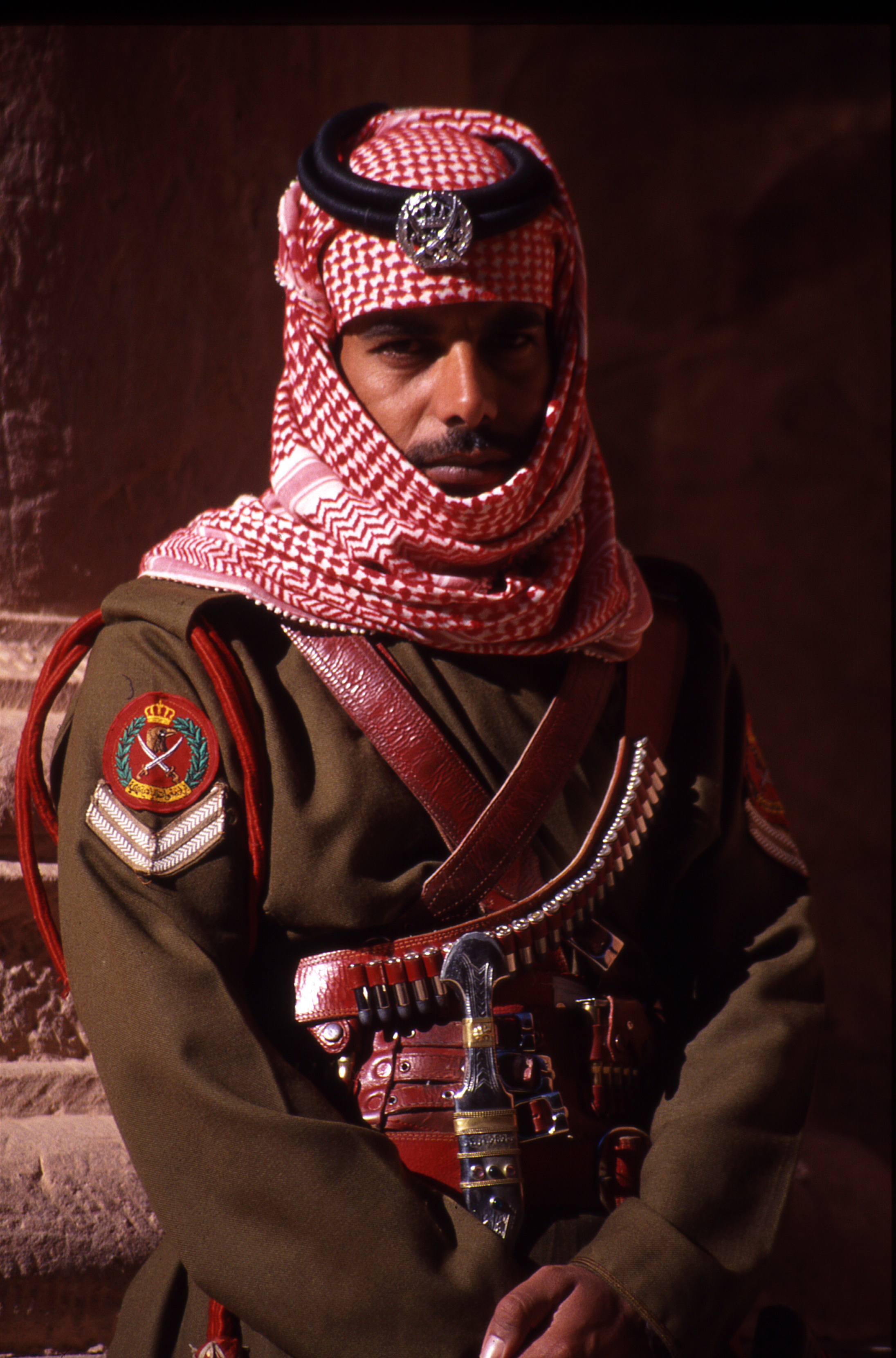
Soldato giordano con lo shemāgh d'ordinanza

Il nome può essere trascritto (e pronunciato di conseguenza) keffiyeh, kaffiyah, keffiya, kaffiya, kefiah o con altre piccole variazioni, a seconda della variante regionale dell'arabo e del metodo di traslitterazione dall'alfabeto arabo a quello latino e viceversa.
Il vocabolo deriva verosimilmente dal latino tardo cofia, "elmo" (poi "cuffia"), ma è associato paretimologicamente alla città di Kufa (dall'in arabo الكوفة‎?, al-Kūfa). Il copricapo può essere chiamato ghutra (in arabo غطرة‎?, ghuṭra, in particolare in Arabia Saudita e in Bahrain), hatta (in arabo حطّة‎?, ḥaṭṭa), spesso shemagh (in arabo شماغ‎?, shemāgh) o sudra (סודרא), di origine palestinese.

## Materiale e vestibilità
In genere, è fatta di seta, cotone, lana o lino. Solitamente è a scacchi neri e bianchi, ma non sono rare kefiah rosse e bianche, nonché blu e bianche.
Viene indossata come copricapo, mettendola a triangolo sulla testa, di modo che ricada sulla nuca con un lato e sulle spalle con gli altri due. Spesso la kefiah è mantenuta attorno alla fronte con una fascia di cotone intrecciato, detta egal (in arabo عقال‎?, ʿiqāl).

### Uso in Occidente
Fu adottata da moltissimi eserciti (compresi quello britannico, che lo fece per primo, e quelli statunitense e italiano) come copertura antisabbia per il volto.
Spesso in Occidente la kefiah si porta attorno al collo, dispiegandola per intero, collegando gli angoli opposti, piegandola diverse volte su sé stessa e avvolgendola alla gola.
Rappresenta sovente il segno di solidarietà verso il popolo palestinese.

## Storia

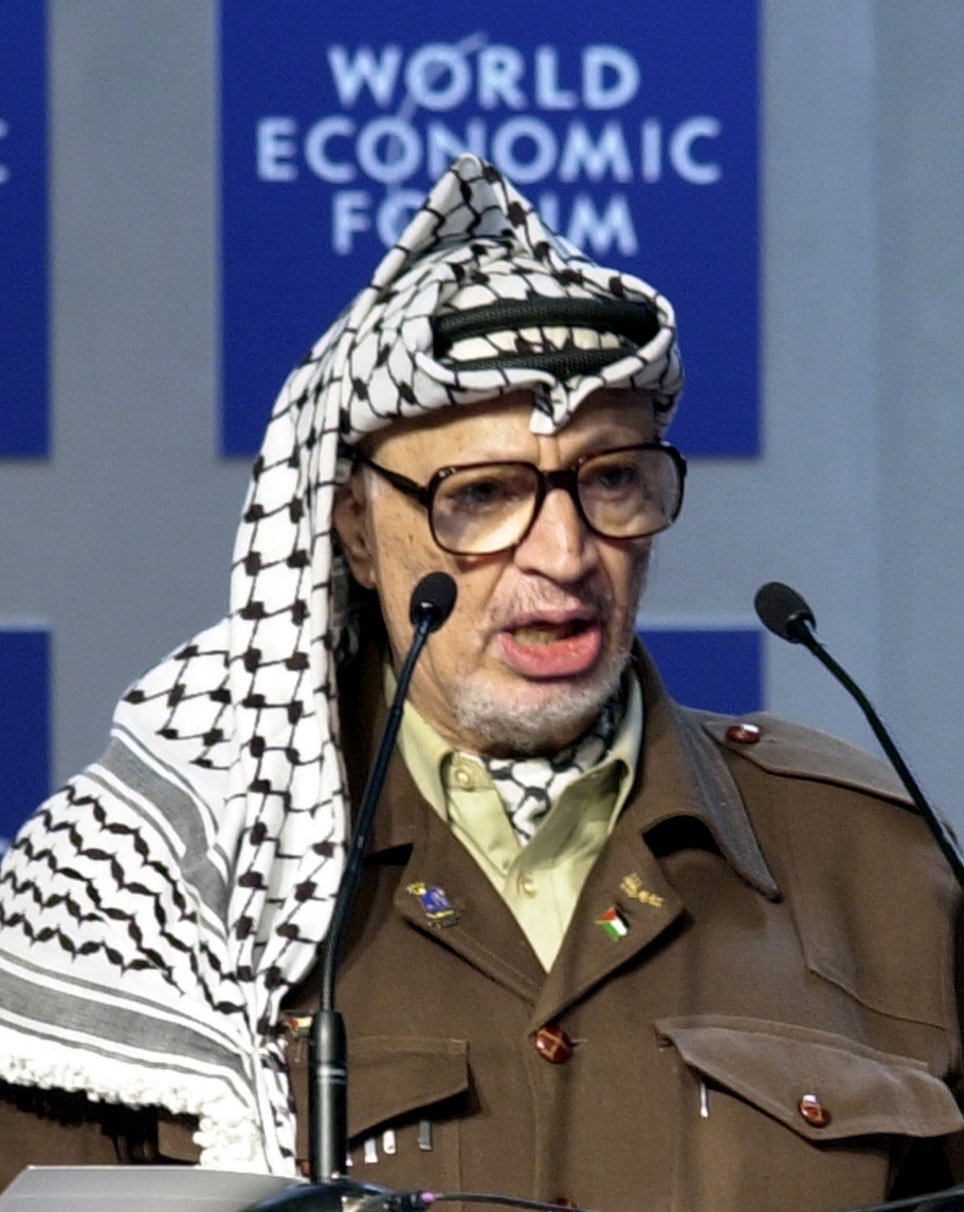
Yasser Arafat

Negli anni Trenta la kefiah diventò simbolo del patriottismo palestinese, grazie alla sua associazione alle aree rurali, in contrapposizione al fez, in uso nelle aree urbane. Fu adottata da molti palestinesi che sostenevano il gran muftī Amin al-Husayni durante la grande rivolta araba. I britannici cercarono di vietarla nella città di Jenin; un comandante dell'esercito britannico propose persino di imprigionare ogni palestinese che la indossava, ma la proposta fu bocciata dai superiori.
Più tardi la kefiah sarebbe diventata il simbolo di Yasser Arafat, che raramente fu visto senza di essa. La portava alla maniera tradizionale, attorno alla testa e avvolta da un egal.
Un'altra figura palestinese legata alla kefiah è Leila Khaled, appartenente all'ala armata del Fronte Popolare per la Liberazione della Palestina. Diverse sue fotografie circolarono sulla stampa occidentale dopo i dirottamenti del volo TWA 804 e del Dawson's Field: spesso ritraevano Khāled mentre indossava la kefiah alla maniera del hijāb delle donne musulmane, avvolta attorno alla testa e alle spalle. Fu inusuale, dato che la kefiah è comunemente associata alla virilità araba, e molti credono che quella della Khāled fosse una specie di "dichiarazione di moda" che affermava la sua uguaglianza rispetto agli uomini nella lotta armata palestinese.

### Produzione
Oggi questo simbolo dell'identità palestinese è in gran parte importato dalla Cina. Negli anni 2000, vista la crescente popolarità della kefiah, i produttori cinesi sono entrati nel mercato, provocando la cessazione dell'attività di molti laboratori palestinesi. Come scrive Pablo Castellani su «Il Manifesto», è stato soffocato «l’artigianato locale palestinese, già pesantemente compromesso dall’apertura del mercato alla competizione mondiale». Negli ultimi anni Hirbawi, l'ultima tessitoria tradizionale rimasta a Hebron e in tutta la Palestina, ha ampliato nuovamente la vendita di prodotti originali.

### Colori della kefiah e simbolismo politico
Sin dallo scoppio della prima intifada e dall'opposizione di Hamās all'OLP nei territori palestinesi, i colori della kefiah furono arbitrariamente associati alle simpatie politiche dei palestinesi.

La kefiah bianca e nera nell'immaginario collettivo è percepita come simbolo palestinese e associata all'OLP e ad al-Fatḥ, movimenti nazionalisti, mentre quella bianca e rossa sarebbe adottata di preferenza dai movimenti marxisti palestinesi, come il Fronte Popolare per la Liberazione della Palestina. In realtà, nella Mezzaluna fertile l'abbinamento bianco-nero e bianco-rosso è assolutamente diffuso e casuale, anche se c'è chi afferma che il colore bianco e rosso rappresenta altresì i beduini che popolano le steppe del Vicino Oriente, vivendo in maniera nomade con i proventi e i prodotti dell'allevamento dei dromedari e capre.
L'esistenza di una kefiah bianca e verde riconducibile al movimento di Hamas è invece una leggenda metropolitana: i miliziani del movimento infatti indossano sia la kefiah bianco-nera sia quella bianco-rossa, prediligendo forse quest'ultima. Non esistono comunque immagini che rappresentino una kefiah di colore verde. Inoltre, questo simbolismo cromatico non va sopravvalutato: il colore della kefiah infatti non identifica necessariamente chi la indossa con una determinata parte politica. Che sia nera o rossa, rappresenta genericamente un simbolo universale palestinese, diffuso anche in Siria, Giordania e nelle comunità Curde.

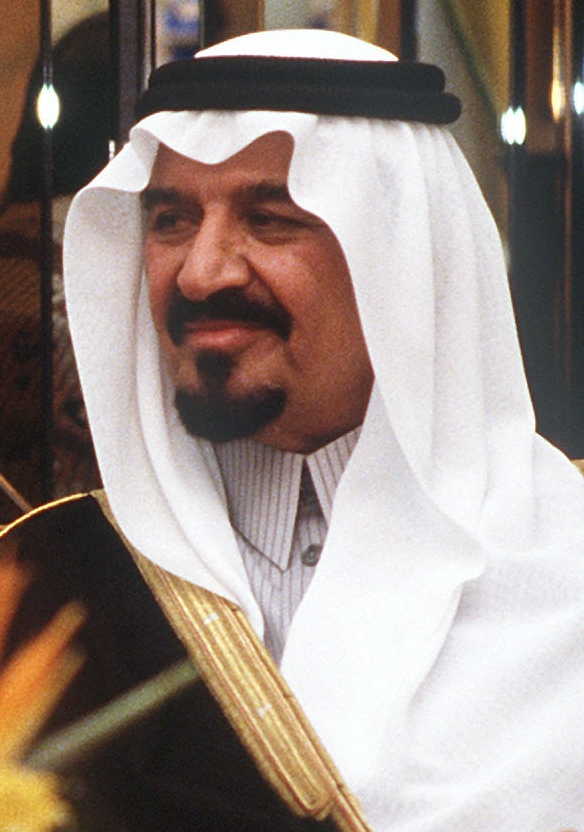
Il principe Sultan bin 'Abd al-'Aziz Al Sa'ud con kefiah bianca

Oggi, a seguito di una commercializzazione su scala globale, è possibile reperire sul mercato kefiah di svariati colori. Anche gli israeliani ne hanno ideato una propria versione, suscitando non poche polemiche, con la realizzazione di un modello bianco celeste con trama a stella di David.

### Il mondo occidentale e la kefiah
L'indossatore occidentale della kefiah più famoso, il colonnello Thomas Edward Lawrence (meglio conosciuto come "Lawrence d'Arabia") portava una kefiah bianca a tinta unita con un egal (in arabo عقال‎?, ʿiqāl) per assimilarsi meglio alla società araba mentre era impegnato nella rivolta araba durante la prima guerra mondiale. Questa immagine di Lawrence diventò popolare grazie al film sulla sua vita, in cui Peter O'Toole interpretò l'ufficiale britannico.
Forse a causa della visione degli arabi come parte degli alleati nella prima guerra mondiale, negli anni Venti il cinema muto vide gli studios proporre scenografie dell'"esotico" Vicino Oriente, e le kefiah divennero parte del guardaroba. Di solito in questi film (come "Lo sceicco" o "Il figlio dello sceicco", con il rubacuori Rodolfo Valentino) gli attori occidentali interpretavano personaggi arabi che indossavano sempre kefiah con ʿiqāl.
Con la crescente simpatia e attivismo di alcuni occidentali verso i palestinesi all'interno dei conflitti arabo-israeliani, negli anni degli accordi di pace di Oslo e della seconda intifada in alcuni contesti (come i centri sociali) le kefiah cominciarono a essere indossate come segno di solidarietà con i palestinesi. Anche se ci sono stili e tonalità differenti, gli occidentali filopalestinesi preferiscono le kefiah bianche e nere, cioè in tonalità palestinesi. In Occidente le kefiah si mettono in genere attorno al collo come fazzoletti o bandane, annodate davanti, con il resto del tessuto che ricade sulle spalle.
Altri modi abituali includono quello che dà alla kefiah una forma rettangolare simile a una sciarpa, per portarla similmente alle sciarpe con il motivo bianco e nero sul davanti del corpo, e con le frange lavorate a maglia a forma di bandiera palestinese.
Sin dalla cosiddetta "intifāḍa di al-Aqsà" queste sciarpe rettangolari si diffusero molto fra i filopalestinesi occidentali, con una combinazione della bandiera palestinese e della moschea al-Aqsà stampata sull'estremità.

Le truppe statunitensi e britanniche coinvolte nella guerra del Golfo e nell'occupazione irachena sono state fotografate e filmate in varie situazioni mentre indossavano le kefiah durante lo svolgimento delle loro mansioni (spesso in tessuto di cotone color kaki e con le cuciture nere), il che è probabilmente legato soprattutto alla comodità delle kefiah in ambienti desertici come quello iracheno.

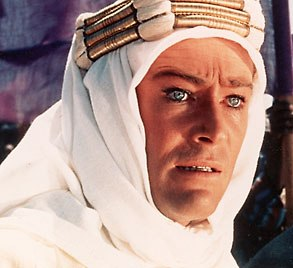
Peter O'Toole nel film Lawrence d'Arabia (1962)

Spesso i soldati sono ritratti in cima a veicoli come carri armati, jeep e cingolati, con kefiah quadrangolari ripiegate a triangolo e annodate sulla gola o sulle spalle. Il resto del tessuto poteva essere posizionato sulla bocca e sul naso, spesso assieme a degli occhiali, per evitare di respirare o ingoiare sabbia o altri corpuscoli aerei mentre il veicolo era in movimento. Questo tipo di kefiah si chiama in realtà shemag ed è in dotazione soprattutto di alcuni corpi speciali, che, essendo più liberi e meno legati alla rigidità del protocollo militare, godono di una sorta di "concessione" non scritta nel poter vestire capi fuori ordinanza; il primo corpo speciale ad adottarla è stato lo Special Air Service britannico. Questa kefiah non ha alcun significato politico, ma si adopera da alcuni reparti per le sue caratteristiche di protezione e mimetismo, utili in scenari bellici. La kefiah è stata usata da eserciti di opposti schieramenti politici anche in Afghanistan e Pakistan proprio per dimostrare la non adesione a un determinato orientamento politico del copricapo in questione.
Nell'Europa centrale, occidentale e nelle città principali degli Stati Uniti le kefiah sono diventate anche un semplice accessorio di moda che funge da sciarpa ed è privo di alcun significato politico o simbolico.
Nella primavera del 2009 il papa Benedetto XVI ha indossato diverse volte il copricapo arabo: prima durante l'udienza generale del mercoledì, quando una coppia di arabi cristiani, salutando il pontefice, gli ha posto sulle spalle una kefiah bianca e nera; poi durante una celebrazione in Giordania (bianca e rossa).
Il giorno di Natale del 2023 il cardinale Pierbattista Pizzaballa, in segno di solidarietà con le popolazioni palestinesi, si è mostrato in mondovisione a Betlemme con indosso una kefiah bianca e nera sopra l'abito talare rosso.